# 姜勇 (材料科学家)
姜勇，天津工业大学校长，原北京科技大学材料科学与工程学院院长、太原科技大学副校长（挂职）、天津工业大学副校长。主要从事自旋电子材料与器件等方面的研究工作。入选中华人民共和国教育部第七批"长江学者"特聘教授。